# Haïti aux Jeux olympiques d'été de 2024
Haïti participe aux Jeux olympiques de 2024 à Paris en France. Il s'agit de sa 18e participation à des Jeux d'été.
Le judoka Philippe-Abel Metellus et la gymnaste artistique Lynnzee Brown (en) sont nommés porte-drapeau de la délégation haïtienne composée de 7 sportifs,.

## Nombre d’athlètes qualifiés par sport
Voici la liste des qualifiés et sélectionnés tunisiens par sport (remplaçants compris) :
| Sport       | Hommes | Femmes | Total |
| ----------- | ------ | ------ | ----- |
| Athlétisme  | 1      | 1      | 2     |
| Boxe        | 1      | 0      | 1     |
| Gymnastique | 0      | 1      | 1     |
| Judo        | 1      | 0      | 1     |
| Natation    | 1      | 1      | 2     |
| Total       | 4      | 3      | 7     |

## Bilan général
| Sport       | Médaille d'or, Jeux olympiques | Médaille d'argent, Jeux olympiques | Médaille de bronze, Jeux olympiques | Total | Rang pays |
| ----------- | ------------------------------ | ---------------------------------- | ----------------------------------- | ----- | --------- |
| Athlétisme  |                                |                                    |                                     |       |           |
| Boxe        |                                |                                    |                                     |       |           |
| Gymnastique |                                |                                    |                                     |       |           |
| Judo        |                                |                                    |                                     |       |           |
| Natation    |                                |                                    |                                     |       |           |
| Total       |                                |                                    |                                     |       |           |

| Jour       | Médaille d'or, Jeux olympiques | Médaille d'argent, Jeux olympiques | Médaille de bronze, Jeux olympiques | Total |
| ---------- | ------------------------------ | ---------------------------------- | ----------------------------------- | ----- |
| 26 juillet |                                |                                    |                                     |       |
| 27 juillet |                                |                                    |                                     |       |
| 28 juillet |                                |                                    |                                     |       |
| 29 juillet |                                |                                    |                                     |       |
| 30 juillet |                                |                                    |                                     |       |
| 31 juillet |                                |                                    |                                     |       |
| 1er août   |                                |                                    |                                     |       |
| 2 août     |                                |                                    |                                     |       |
| 3 août     |                                |                                    |                                     |       |
| 4 août     |                                |                                    |                                     |       |
| 5 août     |                                |                                    |                                     |       |
| 6 août     |                                |                                    |                                     |       |
| 7 août     |                                |                                    |                                     |       |
| 8 août     |                                |                                    |                                     |       |
| 9 août     |                                |                                    |                                     |       |
| 10 août    |                                |                                    |                                     |       |
| 11 août    |                                |                                    |                                     |       |
| Total      |                                |                                    |                                     |       |

| Sexe   | Médaille d'or, Jeux olympiques | Médaille d'argent, Jeux olympiques | Médaille de bronze, Jeux olympiques | Total |
| ------ | ------------------------------ | ---------------------------------- | ----------------------------------- | ----- |
| Hommes |                                |                                    |                                     |       |
| Femmes |                                |                                    |                                     |       |
| Mixte  |                                |                                    |                                     |       |
| Total  |                                |                                    |                                     |       |

## Résultats

### Athlétisme

#### Hommes
| Athlètes           | Épreuve | Premier tour (ou tour préliminaire) | Premier tour (ou tour préliminaire) | Repêchage (ou premier tour) | Repêchage (ou premier tour) | Demi-finales | Demi-finales | Finale  | Finale  |
| Athlètes           | Épreuve | Temps                               | Rang                                | Temps                       | Rang                        | Temps        | Rang         | Temps   | Rang    |
| ------------------ | ------- | ----------------------------------- | ----------------------------------- | --------------------------- | --------------------------- | ------------ | ------------ | ------- | ------- |
| Christopher Borzor | 100 m   | 10 s 26                             | 1er                                 | 10 s 28                     | 5e                          | Eliminé      | Eliminé      | Eliminé | Eliminé |

#### Femmes
| Athlètes         | Épreuve     | Premier tour (ou tour préliminaire) | Premier tour (ou tour préliminaire) | Repêchage (ou premier tour) | Repêchage (ou premier tour) | Demi-finales | Demi-finales | Finale | Finale |
| Athlètes         | Épreuve     | Temps                               | Rang                                | Temps                       | Rang                        | Temps        | Rang         | Temps  | Rang   |
| ---------------- | ----------- | ----------------------------------- | ----------------------------------- | --------------------------- | --------------------------- | ------------ | ------------ | ------ | ------ |
| Emelia Chatfield | 100 m haies |                                     | e                                   |                             | e                           |              | e            |        | e      |

### Boxe
| Athlètes       | Catégorie                | 1/16e de finale     | 1/8e de finale      | Quart de finale     | Demi-finale         | Finale              | Rang |
| Athlètes       | Catégorie                | Adversaire Résultat | Adversaire Résultat | Adversaire Résultat | Adversaire Résultat | Adversaire Résultat | Rang |
| -------------- | ------------------------ | ------------------- | ------------------- | ------------------- | ------------------- | ------------------- | ---- |
| Cedrick Belony | Poids mi-lourds (-80 kg) | [[]]                | [[]]                | [[]]                | [[]]                | [[]]                | e    |

### Gymnastique artistique
Lynnzee Brown, gymnaste haïtienne de l'Université de Denver, obtient un quota après avoir reçu une invitations de la Commission tripartite, marquant les débuts du pays dans ce sport.
| Athlète            | Compétition      | Qualifications | Qualifications      | Qualifications | Qualifications | Qualifications | Qualifications | Finale   | Finale              | Finale   | Finale   | Finale | Finale |
| Athlète            | Compétition      | Appareil       | Appareil            | Appareil       | Appareil       | Total          | Rang           | Appareil | Appareil            | Appareil | Appareil | Total  | Rang   |
| Athlète            | Compétition      | Saut           | Barres asymétriques | Poutre         | Sol            | Total          | Rang           | Saut     | Barres asymétriques | Poutre   | Sol      | Total  | Rang   |
| ------------------ | ---------------- | -------------- | ------------------- | -------------- | -------------- | -------------- | -------------- | -------- | ------------------- | -------- | -------- | ------ | ------ |
| Lynnzee Brown (en) | Concours général |                |                     |                |                |                | e              |          |                     |          |          |        | e      |

### Judo
| Athlète                | Compétition    | 1er tour            | 2e tour             | Quart de finale     | Demi-finale         | Repêchage           | Finale / CB         | Rang |
| Athlète                | Compétition    | Adversaire Résultat | Adversaire Résultat | Adversaire Résultat | Adversaire Résultat | Adversaire Résultat | Adversaire Résultat | Rang |
| ---------------------- | -------------- | ------------------- | ------------------- | ------------------- | ------------------- | ------------------- | ------------------- | ---- |
| Philippe-Abel Metellus | Moins de 73 kg | [[]]                | [[]]                | [[]]                | [[]]                | [[]]                | [[]]                | e    |

### Natation
| Athlète                | Épreuve      | Séries | Séries | Demi-finales | Demi-finales | Finale | Finale |
| Athlète                | Épreuve      | Temps  | Rang   | Temps        | Rang         | Temps  | Rang   |
| ---------------------- | ------------ | ------ | ------ | ------------ | ------------ | ------ | ------ |
| Alexandre Grand'Pierre | 100 m brasse |        | e      |              | e            |        | e      |

| Athlète         | Épreuve         | Séries | Séries | Demi-finales | Demi-finales | Finale | Finale |
| Athlète         | Épreuve         | Temps  | Rang   | Temps        | Rang         | Temps  | Rang   |
| --------------- | --------------- | ------ | ------ | ------------ | ------------ | ------ | ------ |
| Mayah Chouloute | 50 m nage libre |        | e      |              | e            |        | e      |